# 涼月 (駆逐艦)
涼月（すずつき）は、日本海軍の駆逐艦。秋月型駆逐艦の3番艦である。太平洋戦争末期には涼月型という表記も見られた。艦名は「さわやかに澄みきった秋の月」。凉月という表記も見られるが、公文書上「涼月」と命名されており「凉月」への改名や訂正の記録は存在しない。
艦名はあきづき型護衛艦「すずつき」に継承された。

## 概要
1942年（昭和17年）12月下旬に三菱長崎造船所で竣工した秋月型駆逐艦の3番艦。 1943年（昭和18年）1月15日、第十戦隊麾下の第61駆逐隊に編入。姉妹艦「初月」や「若月」（8月15日付で第61駆逐隊編入）等と共に、輸送作戦や護衛任務に従事した。
1944年（昭和19年）1月16日、ウェーク島へ向かう特設巡洋艦「赤城丸」を護衛中、高知県沖合で米潜水艦の魚雷攻撃を受け大破。艦前部と艦尾を喪失し、 第61駆逐隊司令や艦長を含め多数の乗組員が戦死。「初月」や救援部隊に曳航され、辛うじて呉にもどった。
呉海軍工廠で半年以上修理を行ったあとの同年10月16日、姉妹艦「若月」と共に輸送作戦従事中、九州沖合で米潜水艦に襲撃され艦首部に被雷、再び修理を行った。修理中に生起したレイテ沖海戦と多号作戦で、61駆僚艦3隻（秋月、初月、若月）は沈没した。 11月15日付で第61駆逐隊は解隊され、「涼月」は第41駆逐隊に編入された。11月下旬から12月上旬まで第41駆逐隊（涼月、冬月）と駆逐艦「槇」は空母「隼鷹」護衛任務に従事（帰路は戦艦「榛名」も同行）。
1945年（昭和20年）4月上旬、戦艦「大和」（第二艦隊旗艦）および軽巡洋艦「矢矧」（第二水雷戦隊旗艦）以下駆逐艦8隻の第一遊撃部隊は沖縄突入作戦に参加（天号作戦）。
4月7日、「涼月」は坊ノ岬沖海戦で被弾して大破、戦死者57名・負傷者34名を出す。同戦闘で「大和」含め6隻が沈没する。翌日、「涼月」は後進状態で辛うじて佐世保に帰投した。
涼月は応急修理状態のまま防空砲台となり、7月5日付で第41駆逐隊から除かれ、予備艦となる。その状態で終戦の日を迎え、進駐してきた連合軍に撮影されている。その後、「涼月」以下駆逐艦3隻（涼月、冬月、柳）は若松港（福岡県北九州市）の防波堤として使用された（軍艦防波堤）。

## 特徴
涼月は、1944年（昭和19年）1月16日の被雷大破時に艦首を亡失。修理時に新造した艦首と艦橋を接合したが、この際に新造部分は原型の丸みを帯びた形状とは異なる直線的な形状となった。特に角ばった艦橋は、就役した秋月型・冬月型・満月型で他に持つ艦がなく、未成に終わった清月以降の設計図によるものと考察されている。この艦橋は晩年の涼月の外見上の大きな特徴となった。
また増備時期が明らかでないが、狭義の秋月型で唯一、艦橋左右に機銃台を設け25mm機銃3連装を装備し、最大で25mm機銃3連装を7基装備したと考えられている。この位置への機銃台は冬月型・満月型で後日増備されたものである。

## 艦歴

### 建造経緯
1939年（昭和14年）度第四次海軍軍備充実計画（④計画）による乙型一等駆逐艦の第106号艦。 1940年（昭和15年）11月1日、三菱長崎造船所で大和型戦艦「武蔵」が進水。日本海軍は、「武蔵」進水後の船台で秋月型駆逐艦を並べて建造することにした。当初は4隻を同時建造の予定だったが、実際には2隻ずつ並んでの建造となる。
1941年（昭和16年）3月15日、第106号艦（涼月）は三菱長崎造船所で起工。
1942年（昭和17年）1月20日、建造中の秋月型駆逐艦に「涼月」の艦名が与えられた。同日付で「涼月」は艦艇類別等級表に類別される。 
3月4日、「涼月」（第106号艦）は進水。進水式には、佐世保鎮守府司令長官谷本馬太郎中将、同参謀長山口儀三朗少将が参加した。
9月10日、「不知火」駆逐艦長赤澤次壽雄中佐が、「涼月」艤装員長に補職される。
9月13日、涼月艤装員事務所は事務を開始する。
12月29日、「涼月」は竣工。赤澤艤装員長は駆逐艦長（初代）となる。主な初代幹部は、砲術長・吉沢正元大尉、水雷長・古川宏中尉、航海長・高橋正治予備中尉、機関長・木村昌男大尉。艤装員事務所は撤去された。 同日、佐世保鎮守府籍となり、警備駆逐艦に定められた。

### 昭和18年
竣工後、横須賀鎮守府部隊に編入される。 1943年（昭和18年）1月6日、機関長は林崎武雄少佐に交代。「涼月」は佐世保から横須賀に回航され、1月9日に横須賀着。機銃増設工事を行う。秋月型2番艦「照月」沈没時主計長の高戸顕隆主計中尉も、第61駆逐隊付として「涼月」に着任した。
秋月型2隻（涼月、初月）は1月15日付で第三艦隊（司令長官小沢治三郎中将）に編入され、第十戦隊（司令官木村進少将）所属の第61駆逐隊（前年10月7日編制、駆逐隊司令則満宰次大佐）に配属される。1月15日、横須賀を出発して呉に回航。 航海中の1月16日未明、61駆（涼月、初月）は潮岬沖で浮上していたアメリカ潜水艦「ハダック (USS Haddock, SS-231) 」を発見するも逃げられた。 「涼月」は、2月1日～15日まで呉海軍工廠において機銃増備などの工事を受ける。 この間の2月3日、第61駆逐隊司令は則満大佐から大江覧治大佐（前職第19駆逐隊司令）に交代した。 2月19日、第61駆逐隊（涼月、初月）は日本近海に進出、ガダルカナル島攻防戦を終えてトラック泊地から佐世保へ回航中の日本艦隊（第三戦隊司令官栗田健男中将、戦艦「金剛」「榛名」、重巡「利根」、駆逐艦部隊）を出迎えた。
3月上旬、「涼月」乗組の高戸主計中尉は横須賀鎮守府附となった。 3月22日、「涼月」を含む駆逐艦4隻は、第二航空戦隊（司令官角田覚治中将）の空母2隻（隼鷹、飛鷹）、第八戦隊（司令官岸福治少将）の重巡洋艦2隻（利根、筑摩）を護衛して瀬戸内海を出撃し、 3月27 - 28日にトラック諸島に到着。 この頃、日本海軍はソロモン諸島、ニューギニア方面への航空攻勢作戦である「い号作戦」の計画を進めていた。同作戦実施に際し、パイロットはもちろんのこと、整備員など航空要員をラバウル（ニューブリテン島）に輸送する必要があった。4月2日、「涼月」「初月」はラバウルへの航空要員輸送のためトラックを出撃。4月4日にラバウルに到着後、直ちに出港、4月6日にトラックに帰投した。4月中旬から5月中旬にかけては、トラックに出入りする艦船への護衛任務につく。
5月12日、連合軍はアリューシャン列島のアッツ島に上陸を敢行、アッツ島の戦いが始まった。連合艦隊は主戦力を東京湾に集結し北方作戦に備えることを決定する。 前連合艦隊司令長官山本五十六大将（元帥）の遺骨（4月18日海軍甲事件で戦死）内地帰還を兼ねて、戦艦「武蔵」（古賀峯一連合艦隊司令長官座乗）がトラック泊地より内地へ帰ることになる。
5月17日、「涼月」ふくめ駆逐艦5隻、戦艦3隻（武蔵、金剛、榛名）、空母「飛鷹」、重巡2隻（利根、筑摩）を護衛してトラック泊地を出発。5月22日、横須賀帰着（「武蔵」のみ木更津冲入泊）。 
6月上旬、「涼月」は西日本へ移動し、6月19日から5日間、呉で入渠した。
6月21日、第十戦隊司令官に大杉守一少将が補職された。 6月30日、内地回航中に船体断裂に見舞われた秋月は長期修理を余儀なくされて第61駆逐隊から除籍され、同隊は秋月型2隻（涼月、初月）となった。
7月8 - 9日、南海第四守備隊（守備隊長道下義行陸軍大佐）を各艦に便乗させ、空母4隻（瑞鶴、翔鶴、瑞鳳、冲鷹）、水上機母艦「日進」、重巡洋艦3隻（利根、筑摩、最上）、軽巡洋艦2隻（大淀、阿賀野）、駆逐艦部隊は、日本本土を出発した。暗号解読や僚艦からの通報により、2隻の米潜水艦（ティノサ、ポーギー）がトラック諸島近海で小沢機動部隊を待ち伏せていることがわかった。「ティノサ」は距離3,500 mで魚雷4本を発射するが回避され、小沢艦隊は被害なくトラック泊地に到着した。
トラック着後、第61駆逐隊は機動部隊第一部隊の指揮下に入る。 7月17日、大本営は南海第四守備隊の南東方面転用（第17軍の戦闘序列編入）を発令する。 7月19日、第61駆逐隊（涼月、初月）は第八戦隊（利根、筑摩）、巡洋艦3隻（阿賀野、最上、大淀）、第4駆逐隊（嵐、萩風）、第17駆逐隊（磯風）と共にトラックを出撃。 ラバウル到着後、第十戦隊は二手にわかれてブイン輸送とブカ島輸送を実施する。7月21日夜、第十戦隊はラバウルを出撃。第61駆逐隊（涼月、初月）は南海第四守備隊を載せ、7月22日にブカ島に到着する。輸送任務を成功させ（南海第四守備隊はブーゲンビル島へ進出）、7月26日にトラック泊地へ戻った。 なおブーゲンビル島のブインへ向かった日進隊はアメリカ軍機の空襲を受け、「日進」が沈没した。
その後、第61駆逐隊（涼月、初月）は7月時下旬から9月上旬にかけてトラックとラバウル、クェゼリン環礁との間で輸送任務に従事しつつ、タンカーや練習巡洋艦「鹿島」などの護衛も行った。 8月15日、第61駆逐隊に秋月型6番艦「若月」が編入され、同隊は秋月型3隻編制（涼月、初月、若月）となった。 「若月」は主力艦部隊を護衛してトラック泊地に進出した。秋月型3隻を揃えた第61駆逐隊は、9月と10月、機動部隊（第二水雷戦隊、第十戦隊を含む）に随伴してマーシャル諸島方面へ出撃したが、会敵の機会がなかった。 10月31日、修理を終えた「秋月」が第61駆逐隊に復帰、同隊はようやく秋月型4隻（涼月、初月、若月、秋月）編制となった。
11月10日、ラバウルからトラックに向かっていた輸送船団はアメリカの潜水艦「スキャンプ (USS Scamp, SS-277) 」に襲撃される。輸送船「東京丸」（摂津商船、6,484トン）が被雷。救援のため、61駆（涼月、初月）はトラックを出撃した。現場に到着して「東京丸」の援護にあたったものの、同船は浸水がひどくなって11月12日に沈没した。「東京丸」の援護を終えて間もなく、「涼月」は同日朝に「スキャンプ」の襲撃を受けて行動不能となった軽巡「阿賀野」（第十戦隊旗艦、随伴艦「浦風」）の救援に駆けつけ、軽巡2隻（能代、長良）、駆逐艦部隊（涼月、初月、浦風、藤波、早波）という戦力で「阿賀野」をトラックまで護衛した（11月15日着）。
12月1日、「秋月」がトラック泊地に到着する。 12月3日、「阿賀野」損傷時に負傷した大杉司令官は第十戦隊司令官を退任、木村進少将（初代第十戦隊司令官）が再び第十戦隊司令官に任命された。 12月7日、重永主計大佐（重巡「筑摩」艦長）指揮のもと、61駆（涼月、初月）は大型艦2隻（瑞鶴、筑摩）を護衛してトラックを出港。 12月12日、瑞鶴部隊は呉に到着する、第61駆逐隊は再び分散した。

### 昭和19年
1943年（昭和18年）12月12日、第61駆逐隊司令は大江大佐から泊満義大佐に交代した
修理後の12月23日 - 24日、第61駆逐隊（涼月、初月）はウェーク島（当時の日本側呼称は大鳥島）に送られる独立混成第5連隊と戦車第16連隊主力（九五式軽戦車装備）を乗せた特設巡洋艦「赤城丸」（日本郵船、7,389トン）を護衛して瀬戸内海を出撃し、1944年（昭和19年）1月1日にウェーク島へ到着した。 1月9日、呉に帰投して第一回ウェーク島輸送を終えた。 1月10日附で、「涼月」駆逐艦長は赤澤次壽雄大佐から瀬尾昇中佐に交代する。
1月15日夜、第61駆逐隊（涼月、初月）は砲兵大隊・工兵隊・衛生隊を乗せた赤城丸を護衛し瀬戸内海を出撃、第二回ウェーク島輸送を実施する。 豊後水道を通過後の1月16日10時45分ごろ、北緯32度15分 東経132度26分 / 北緯32.250度 東経132.433度もしくは北緯32度15分 東経132度29分 / 北緯32.250度 東経132.483度、沖の島西方海上に差し掛かったところでアメリカ潜水艦「スタージョン (USS Sturgeon, SS-187) 」の魚雷攻撃を受けた。 「スタージョン」は艦首発射管から魚雷を4本発射し、4つの命中音を確認した。魚雷は「涼月」の前部と後部に1本ずつ命中。火薬庫を誘爆させて前部は二番砲塔後ろの61番フレームから前を、後部は第四砲塔後部の166番フレームから後ろを失った。また前部被雷による大爆発で艦橋が破壊された。 目撃していた田口正一大佐（「初月」艦長）は「『涼月』轟沈と思った」と回想している。 泊司令や瀬尾艦長以下約130名が戦死（便乗陸兵150名中、89名戦死、重傷9名）。 生存者約100名の中で、最上級者は掌機長の機関特務中尉だった。 大損害を受けた「涼月」は「初月」に曳航されて退避を開始。宿毛湾に到着後、電纜敷設艇「釣島」と特設掃海艇「第六玉丸」（西大洋漁業、275トン）の協力を得て、呉へ帰投した。 調査した造船士官は、艦橋下方後部寄りの第一缶室の隔壁が設計通りの強度を示したため沈没を免れたと述べている。「涼月」の修理を担当した福井静夫（当時、造船設計担当部員）も、同様に「沈まなかったのが不思議であった」と回想している。
1月19日から呉海軍工廠において復旧工事が行われた（8月3日まで）。この復旧に際し、外見上の特徴となる直線形状の艦首、角ばった艦橋を持った。 涼月大破時に戦死した泊大佐（海軍少将へ進級）の後任として、3月20日附で天野重隆大佐が第61駆逐隊司令に任命された。 6月10日、倉橋友二郎大尉が「涼月」砲術長に任命される。同月下旬、吉岡欽一郎大尉が航海長、澤岡信男大尉が水雷長に、それぞれ補職された。 7月7日附で、天野大佐は、61駆司令と「涼月」艦長の兼務となる。7月10日、駆逐艦長を杉谷永秀中佐とする人事が発令される。8月3日、「涼月」の修理は完成した。戦列復帰後の「涼月」は、瀬戸内海で訓練を行う。
10月中旬、61駆2隻（涼月、若月）は第三艦隊（司令長官小沢治三郎中将）より、大分から台湾の基隆への輸送（艦載機基地用物件および人員）を命じられる。台湾沖航空戦の最中であり、また悪天候の豊後水道を夜間通過することになるため、「涼月」の幹部達は小沢艦隊司令部に猛抗議したものの却下された。 10月16日22時10分、北緯31度29分 東経131度54分 / 北緯31.483度 東経131.900度の都井岬沖を航行中の61駆（若月、涼月）は、アメリカの潜水艦「ベスゴ (USS Besugo, SS-321) 」の雷撃に遭った。「ベスゴ」は浮上攻撃にて「ジグザグ航行をしている2隻の重巡洋艦」に対して艦首発射管から魚雷を6本発射、2分後、「重巡洋艦」の艦橋前に命中の水柱が立つのを見た。「涼月」側は電波探知機で「ベスゴ」のレーダーを探知していたが、悪天候のため雷跡を発見するのが遅れた。この攻撃で艦首と一番砲塔下左舷に魚雷が命中し、艦首部は18番フレームから前を切断。一番砲塔下に命中した魚雷は不発だったが、船体に亀裂を生じさせた。戦死者2名。「涼月」は九州沿岸沿いに北上して呉に退避する。10月17日から11月11日まで呉海軍工廠で修理を受けた。
この頃、秋月型8番艦「冬月」（第41駆逐隊）もアメリカの潜水艦「トレパン (USS Trepang, SS-412) 」の雷撃で艦首を喪失しており（10月12日、被雷損傷）、「涼月」と「冬月」は並んで修理を受けた。 修理中の10月24 - 26日に起きたレイテ沖海戦で日本海軍は大敗。第61駆逐隊では小沢機動部隊に所属していた「秋月」と「初月」が沈没し、天野駆逐隊司令も戦死した。 11月8日、「涼月」と「霜月」は第四航空戦隊（司令官松田千秋少将）の航空戦艦2隻（日向、伊勢）と共にシンガポール〜リンガ泊地へ進出予定であったが、出撃直前に本艦の新造艦首部分で浸水事故が発生、出撃機会を逸した。
11月15日附で第61駆逐隊は解隊され、「涼月」と「若月」（多号作戦に参加して11月11日に沈没、書類上在籍）は、秋月型2隻（冬月、霜月）の第41駆逐隊に編入された。 隊司令は脇田喜一郎大佐であった。 だが「霜月」も11月25日に米潜水艦「カヴァラ (USS Cavalla, SS-244) 」の雷撃で撃沈され、第三十一戦隊司令官江戸兵太郎少将戦死、脇田司令と畑野健二少佐（「霜月」艦長）も戦死した。第41駆逐隊は秋月型2隻（涼月、冬月）で行動することになった。 なお同日附で第十戦隊も解隊されており、第17駆逐隊や第41駆逐隊等の残存部隊は以降第二水雷戦隊（司令官不在）に編入された。上記のように被雷と損傷修理のため、「涼月」と「冬月」はマリアナ沖海戦とレイテ沖海戦には参加できなかった。また、多号作戦支援部隊に編入されていたが、実際には作戦に投入されなかった。
11月中旬、戦艦3隻（大和、長門、金剛）の内地帰投に際し、第41駆逐隊（涼月、冬月）は「大和」（艦長森下信衛大佐）を豊後水道まで出迎えた（「金剛」は台湾沖で沈没。「長門」および第17駆逐隊は横須賀回航）。大和便乗中の宇垣纏中将は「GFは特に文月、涼月の二驅逐艦を警戒に派遣し呉れたるも、之字運動も十分出來ざる山船頭案山子にもならず。」と評している。
同月下旬、駆逐艦3隻（涼月、冬月、槇）はマニラ方面への緊急輸送作戦に参加する空母「隼鷹」を護衛することになった。11月23日、隼鷹隊は呉を出撃。11月30日にマニラに到着して軍需品を陸揚げする。12月1日、出港。 12月3日、馬公に到着後、隼鷹隊は日本に戻る戦艦「榛名」（艦長重永主計大佐）と合流する。同艦はシンガポールで座礁し、艦底に損傷を受けた状態であった。 12月6日、馬公を出港して日本本土に向かう。佐世保に入港直前の12月9日未明、艦隊は野母崎沖でアメリカ潜水艦のウルフパックに発見される。「涼月」側は敵潜水艦の待ち伏せが懸念される男女群島東方海面の黎明前航行を避けるよう「榛名」に意見具申したが、返答はなかったという。 直後、「隼鷹」は「レッドフィッシュ (USS Redfish, SS-395) 」の魚雷が2本命中して中破。続いて「槇」が「シーデビル (USS Seadevil, SS-400) 」か「プライス (USS Plaice, SS-390) 」の雷撃により損傷した。「隼鷹」は佐世保に帰投。この輸送作戦従事中、「涼月」「冬月」ともに、荒天に見舞われた際に船体にシワが発生した。呉に帰投後、12月27日まで呉海軍工廠で修理が行われ、修理完了後は瀬戸内海で訓練を行った。

### 昭和20年

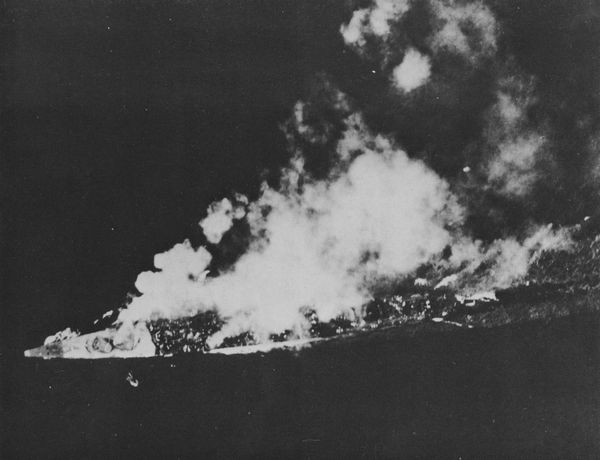
坊ノ岬沖海戦における「涼月」、ヨークタウン艦上機撮影。

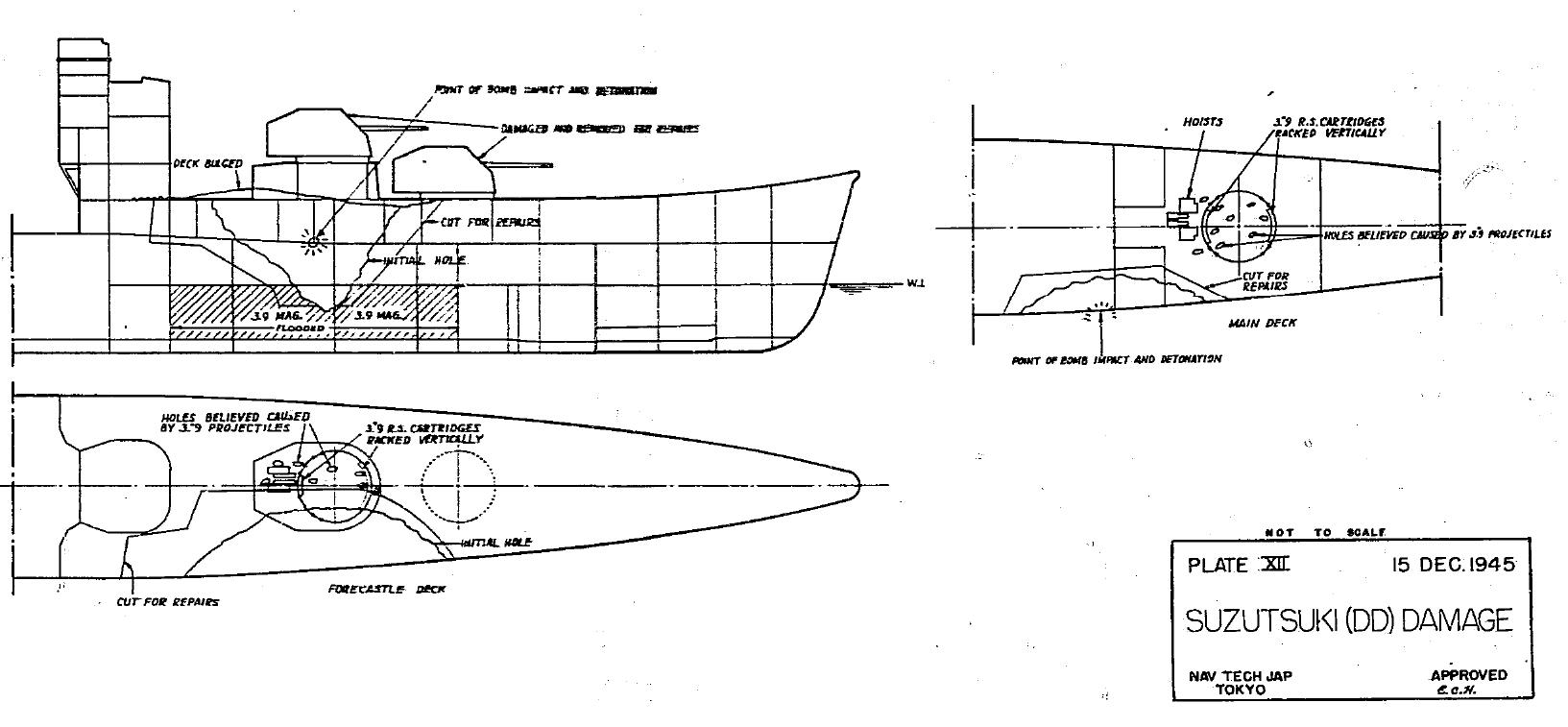
坊ノ岬沖海戦における「涼月」の損傷図

1945年（昭和20年）初めもしくは1944年末ごろ、艦橋左右に機銃台を増設し25ミリ3連装機銃2基を増備した（合計7基）。また前マスト上の21号電探を撤去し、跡に22号電探1基・13号電探1基を設置（13号電探は合計2基）。
1945年（昭和20年）2月下旬、第二水雷戦隊司令官古村啓蔵少将および指揮下の二水戦各艦は北号作戦で日本に帰投した。 2月20日付で人事異動がおこなわれ、「涼月」水雷長は澤岡信男大尉から岩越朴雄大尉に交代。機関長も桑原堅志少佐から原田周三大尉に交代する。
2月21日、41駆（涼月、冬月）は正式に、第二水雷戦隊司令官の指揮下に入った。
3月1日、第41駆逐隊司令として駆逐艦「風雲」初代艦長等を歴任した吉田正義大佐が補職された。3月10日付で杉谷大佐（「涼月」艦長）は第52駆逐隊司令へ転任、新艦長として平山敏夫中佐が着任した。

#### 呉軍港空襲
3月19日の呉軍港空襲では、広島湾にて戦艦「大和」（艦長有賀幸作大佐）の護衛についた。第二艦隊に大きな被害はなかった。
3月29日、海上特攻隊（指揮官伊藤整一第二艦隊司令長官/海軍中将）とともに三田尻沖に移動した。敵水上艦隊との戦闘が行われる場合、第41駆逐隊（冬月、涼月）は第一遊撃部隊（1YB）第一部隊（1NB）となり、大和の直衛艦として行動する予定だった。
3月26日、倉橋友二郎少佐（「涼月」砲術長）を第36号海防艦長（丁型海防艦）に、平田茂男大尉を「涼月」砲術長とする人事が発令される。倉橋によれば、平山艦長や第二艦隊司令部の意向により、しばらく様子を見ることになったという。また沖縄への出撃に際し、生還は見込めないことから主計長を退艦させている。

#### 坊ノ岬沖海戦
4月6日15時、海上特攻隊（第一遊撃部隊）は、第二艦隊長官・伊藤中将指揮下、第一航空戦隊（大和）、第二水雷戦隊（軽巡「矢矧」、第17駆逐隊〈磯風、雪風、浜風〉、第21駆逐隊〈朝霜、霞、初霜〉、第41駆逐隊〈冬月、涼月〉）という戦力で徳山を出撃（対潜警戒の第三十一戦隊は午後4時以降分離、帰投）。「涼月」は煙突に菊水マークを描いていたという。 19時50分からの第一警戒航行序列では、「涼月」は「大和」（旗艦）の右側を占位した。
翌4月7日6時に第三警戒航行序列に切り替わってからは、「大和」左後方に位置した。 同日午前中、駆逐艦「朝霜」（第21駆逐隊司令小滝久雄大佐座乗）が機関故障により落伍。12時30分前後にアメリカ軍機に襲撃されて沈没した。「涼月」からは「朝霜」のマストだけが見えていたという。
12時32分、アメリカ第58任務部隊（マーク・ミッチャー中将）からの艦載機の第一波がやってくる。 度重なる転舵で輪形陣が崩れる中、「涼月」は「大和」左舷後方に位置して掩護を続けた。第一波攻撃により、「矢矧」は被雷して航行不能、「浜風」は沈没した。
第一波の空襲が終わりに近づいてきた13時8分（「涼月」艦橋の電気時計の停止時間。実際の被弾時間は不明）、空母「エセックス (USS Essex, CV-9) 」のSB2C爆撃機4機から投じられた150キロ爆弾のうち一発が艦橋前に命中して船首楼甲板、上甲板、右舷側外板に大破口が生じ、他の二発が後方への至近弾となった。命中弾により火災が発生し、海図も方面違いの5枚を残して全て焼失、通信装置を失い、ジャイロコンパスも破損した。一番砲塔、二番砲塔も大破し、弾薬庫は一番砲塔のもの以外は全て浸水した。艦内電源が断たれたため消火活動を開始するまでに時間がかかり、二番砲塔の誘爆を招いてしまったという。「冬月」は13時15分に『涼月火災中ナルヲ認ム』と記録している。 この時点で第一罐室が浸水放棄されたが機関部人員に被害はなく、第二罐室による20ノットが発揮可能だった。操舵装置の破壊と速力指示機の故障により「涼月」は右旋回を続けていたが、このとき、「大和」が左舷に回頭したため、2隻は50m程まで接近した。「涼月」側は後進をかけ、衝突は直前で回避されている。「涼月」からは「大和」に舵故障の旗流信号（D旗）が上がっているのが見られた。
13時30分頃よりアメリカ軍機動部隊艦載機の第二波攻撃がはじまった。アメリカ軍攻撃隊の報告によれば、当時の第二艦隊は健在の大和直衛群（大和、冬月、初霜、雪風、霞）、航行不能の「矢矧」および同艦救援中の「磯風」（アメリカ軍は高波級駆逐艦と記録）に分離し、その間に軽巡洋艦1隻が航行していた。「涼月」を軽巡洋艦と誤認したものとみられる。ヨークタウン攻撃隊は「涼月」を撮影しており、「前の攻撃で照月級駆逐艦 (TERUTSUKI CLASS DD) が炎上しており、我々の攻撃で沈没した」と記録している。この攻撃で「大和」と「矢矧」が沈没。「霞」が航行不能となり、「矢矧」を護衛していた「磯風」も損傷した。

#### 作戦中止後
「涼月」は戦闘続行不能と判断した艦長の平山は、「大和」沈没後の14時30分頃から単艦で帰投開始。通信装置は破損しており、作戦中止命令は受信できなかった。「涼月」は被弾により艦首が沈下（前方傾斜10度）、中央部も海面から甲板まで数十cmという状態で前進すると船体が潜ってしまう状態だった。そこで機関長は「後進強速黒二〇（後進強速の回転数に20回転プラス）」の紙を機械室や罐室にはりつけた。9ノットの速力を安定して発揮。
この時、空母「イントレピッド (USS Intrepid, CV-11) 」のTBF雷撃機が魚雷を放ってきたものの、命中しなかった。海図焼失、ジャイロコンパス破損の状況ながらも「涼月」は日本本土を目指した。その際、「涼月」側では「大和」沈没直後に「たまたま近づいてきた駆逐艦」に手旗信号で方向を教えてもらい、北東へ針路をとったとしているが、酒匂（初霜艦長）の回想では「初霜」（第21駆逐隊）が「涼月」の後方について針路を指示したとなっている。 14時55分、「涼月」は「右舷至近弾大破火災 目下消火中」と打電したものの、火災が一晩中鎮火しなかった為、アメリカ潜水艦に発見されることを誰もが恐れていたという。夜になって実際に雷撃されたが、艦尾前方を通過していったという回想も残されている。 15時15分、「初霜」に対して突入作戦が続行中かどうか信号で交信したが、「不明」との返事をもらう。次いで15時25分には「冬月」に対して二軸運転で航行可能な旨を報じた。17時30分、「涼月」は洋上に停止して応急修理を行う「磯風」（第17駆逐隊司令駆逐艦）と遭遇した。
二水戦司令部（初霜）は「冬月」に対して「涼月ヲ護衛シ至急佐世保ニ回航セヨ」と命ずるが、同時に「状況ニ依リテハ涼月ヲ処分シテ差支ナシ」とも通達している。 日没後、「涼月」を護衛もしくは処分するため「冬月」が捜索を開始したが、見つけることは出来ず、すでに先行していると推定された。
4月8日朝、「冬月」は各隊に単独帰投中の「涼月」の掩護を要請した。9時32分、指宿航空隊機により、佐多岬の262度140海里の地点を北上しているのが発見される。
昼前には1隻の漁船（漁船改造の特設掃海艇とも、駆潜艇とも）から「われ貴艦の側方を護衛する」と手旗信号をおくられ、「涼月」の乗組員一同を苦笑させた。 14時30分、ついに佐世保に帰投する。帰着が遅く、すでに沈没してしまったと思われていたが、突然の帰還に佐世保海軍工廠はサイレンを鳴らして歓迎した。
しかし佐世保入港時に後進から前進に切り換えたことで浸水が進行。係留中にも浸水が止まらなかったので大急ぎでタグボートを手配されて18時30分に第七船渠に収容することができたが、排水を待ちきれず第七船渠内で着座してしまった。
大破した前方区画のうち、前部弾薬庫は区画内部から防水処置がされたため沈没を免れる。自らの脱出口を絶ってまで気密を保つ作業を行った3名の乗員は、後に酸欠死している状態で発見された。また「涼月」砲術長によれば、3名のうち江藤虎蔵（二等主計兵曹）は短刀で自決していたという。 この海戦において「涼月」は戦死者57名、負傷者34名（35名とも）を出した。

### 予備艦
涼月の修理に必要な期間は約3ヶ月と算出された。5月5日完成を目標に、停泊に差し支えない程度のものが行われ、次いで本修理の施工に関しては昭和20年度中には実施しない事が決まった。破口はそのままに角材で補強され、一番砲塔と二番砲塔、機銃を撤去。5月5日、出渠。6月10日に佐世保を出発、後部砲塔二基のみ砲側照準で射撃可能な状態となって相浦に係留された。岸まで板桟橋を渡し、機関に火は入れず陸上より給電を行った。この頃、坊ノ岬沖海戦被弾時に焼失した涼月神社（艦内神社）を再建するため、若手士官を伊勢神宮に派遣して御神体を拝領した。
7月5日付で、涼月は第41駆逐隊から除かれた。同日附で第四予備艦となった。 当時の乗組員は約100名ほどで、農耕隊と漁労隊を編制すると、開墾や（カボチャやイモの栽培）、貰い受けた漁船を活用して食糧調達を行う。その間の7月と8月に対空戦闘を行い、うち8月の対空戦闘でP-51戦闘機1機を高射砲で撃墜した。 終戦の日を経て、9月になると佐世保や長崎に連合軍が進駐した。9月29日、モートン・デヨ提督が涼月を視察している。11月20日、除籍。
戦後は損傷のため復員輸送艦としては使用されず、佐世保に回航されて「冬月」とともに係留された。1948年（昭和23年）4月1日から5月31日にかけて旧佐世保海軍工廠の佐世保船舶工業で上部構造物の撤去工事を実施する。船体は駆逐艦「冬月」「柳」とともに福岡県北九州市若松区若松港の防波堤として利用された。現地では軍艦防波堤と呼ばれ親しまれたが、その後完全に埋められた。現在は響灘臨海工業団地内の若松運河出口付近に、「柳」の船体の一部と案内板を見ることができる。一方、「冬月」と「涼月」の船体は暫くの間内部に入ったりすることが可能であったが、現在は完全に埋めたてられ確認することはできない。
「涼月」は戦争を通じて三度の被害にあったがいずれも生還し（昭和19年1月16日、同年10月16日、昭和20年4月7日）、「不沈艦」伝説も生まれた。秋月型駆逐艦の中で一番の長命であった。

## 歴代艦長
※脚注なき限り『艦長たちの軍艦史』354-355頁による。

### 艤装員長
1. 赤澤次壽雄 中佐：1942年9月10日[55] - 12月29日[57]

### 駆逐艦長
1. 赤澤次壽雄 中佐：1942年12月29日[57] - 1944年1月10日[136]
2. 瀬尾昇 中佐：1944年1月10日[136] - 1944年1月16日戦死（海軍大佐へ進級）[145]、以後1944年7月7日まで艦長を置かず。
3. （兼）天野重隆 大佐：1944年7月7日[158] - 7月10日[159] （本職：第六十一駆逐隊司令）[308]
4. 杉谷長秀 中佐：1944年7月10日[159] - 1945年3月10日[207]
5. 平山敏夫 中佐：1945年3月10日[207] - 1945年5月18日[309]、以後艦長を置かず。